# ギヨーム・テル (戦列艦)
ギヨーム・テル（Guillaume Tell）は、フランス海軍の80門トナン（Tonnant）級戦列艦。ナイルの海戦（1798年8月1日）において艦隊の壊滅から脱出したわずか2隻の戦列艦の1隻である。
ナイルの海戦の後、フリゲート戦隊の司令官であった海軍少将デニス・デクレは将旗をギヨーム・テルに移し、残存のフランス艦隊を率いてマルタに移動した。
1800年3月30日午後11時、デクレ少将座乗、ソルニエ艦長指揮のギヨーム・テルはトゥーロンに向けてマルタ港を出港した。ギヨーム・テルは午前11時55分にイギリス海軍のマルタ封鎖艦隊に発見され、12時30分から64門艦「ライオン」、36門フリゲート「ペネロピ」、80門艦「フードロイヤント」およびブリッグ「ヴィンセゴ（HMS Vincego）」（ジョージ・ロング艦長）と交戦した。戦闘が始まって9時間後、ギヨーム・テルはマストを打ち倒され、砲の半数が使用不能となり、また乗員200名が死傷するにいたってついに降伏した。
捕獲後、イギリス海軍に編入され「マルタ（HMS Malta）」と改名した。

## 注記
1. ↑  スイスの英雄ウィリアム・テルのフランス語読み

## 参加海戦
- ナイルの海戦
- フィニステレ岬の海戦（イギリス艦マルタとして）